# Taça Guanabara de 1994
A Taça Guanabara de 1994 foi a 30ª edição da Taça e a primeira fase do Campeonato Carioca de Futebol de 1994. O vencedor foi o Vasco.

## Fórmula de disputa
Os 12 participantes foram divididos em dois grupos. Na primeira etapa, os times jogam dentro de seus grupos e na segunda etapa contra os times do outro grupo, ambos apenas em jogos de ida. Os dois primeiros de cada grupo se classificam para a "Fase Final". O vencedor dos dois grupo se enfrentam em um único jogo. O vencedor é o campeão da Taça Guanabara.

## Grupo A
| 1 | Vasco da Gama | 19 | 11 | 8 | 3 | 0 | 15 | 3  | +12 |
| 2 | Flamengo      | 15 | 11 | 6 | 3 | 2 | 23 | 14 | +9  |
| 3 | Bangu         | 14 | 11 | 5 | 4 | 2 | 13 | 6  | +7  |
| 4 | Volta Redonda | 10 | 11 | 3 | 4 | 4 | 9  | 12 | -3  |
| 5 | Madureira     | 10 | 11 | 1 | 8 | 2 | 5  | 4  | +1  |
| 6 | Itaperuna     | 5  | 11 | 2 | 1 | 8 | 10 | 23 | -13 |

- Vasco ganha dois pontos extra na Fase Final: um por ser o vencedor no Grupo e o outro pela melhor campanha no campeonato.

## Grupo B
| 1 | Fluminense   | 16 | 11 | 6 | 4 | 1 | 19 | 6  | +13 |
| 2 | Botafogo     | 15 | 11 | 6 | 3 | 2 | 20 | 9  | +11 |
| 3 | Americano    | 11 | 11 | 2 | 7 | 2 | 6  | 8  | -2  |
| 4 | Olaria       | 8  | 11 | 2 | 4 | 5 | 8  | 13 | -5  |
| 5 | America      | 6  | 11 | 1 | 4 | 6 | 7  | 17 | -10 |
| 6 | Campo Grande | 3  | 11 | 0 | 3 | 8 | 4  | 24 | -20 |

- Fluminense ganha um ponto extra na Fase Final por ser o vencedor no Grupo.

## Final[1]
| 3 de abril | Fluminense | 1 – 4 | Vasco da Gama                            | Estádio do Maracanã, Rio de Janeiro                                      |
|            | Ézio 46'   |       | Pimentel 20' · Valdir 21', 70' · Yan 57' | Público: 6,231 Renda: Cr$22.095.500,00 Árbitro: RJ Carlos Elias Pimentel |

Vasco: Carlos Germano, Pimentel, Alexandre Torres, Ricardo Rocha (Jorge Luiz) e Sídney (Cássio); Leandro, França, William e Valdir; Dener e Valdir. Técnico: Jair Pereira
Fluminense: Ricardo Cruz, Alfinete, Márcio Costa, Luís Eduardo e Lira; Cláudio, Rogerinho, Wallace e Leonardo (Rogerinho Gallo); Mário Tilico e Ézio. Técnico: Delei

## Premiação
| Taça Guanabara de 1994            |
| Rio de Janeiro                    |
| --------------------------------- |
| VASCO DA GAMA Campeão (8º título) |